# Salacighia letestuana
Salacighia letestuana là một loài thực vật có hoa trong họ Dây gối. Loài này được (Pellegr.) Blakelock miêu tả khoa học đầu tiên năm 1956.